# Maniowy
Maniowy is een dorp in het Poolse woiwodschap Klein-Polen, in het district Nowotarski. De plaats maakt deel uit van de gemeente Czorsztyn en telt 2000 inwoners.
Nieuw-Maniowy ligt op de flanken ven het Gorce-gebergte. Het werd gebouwd in de periode 19710-1980 voor het bewoners van het oude dorp dat door de bouw van de dam in de Dunajec-rivier vanaf 1995 onder water kwam te staan.

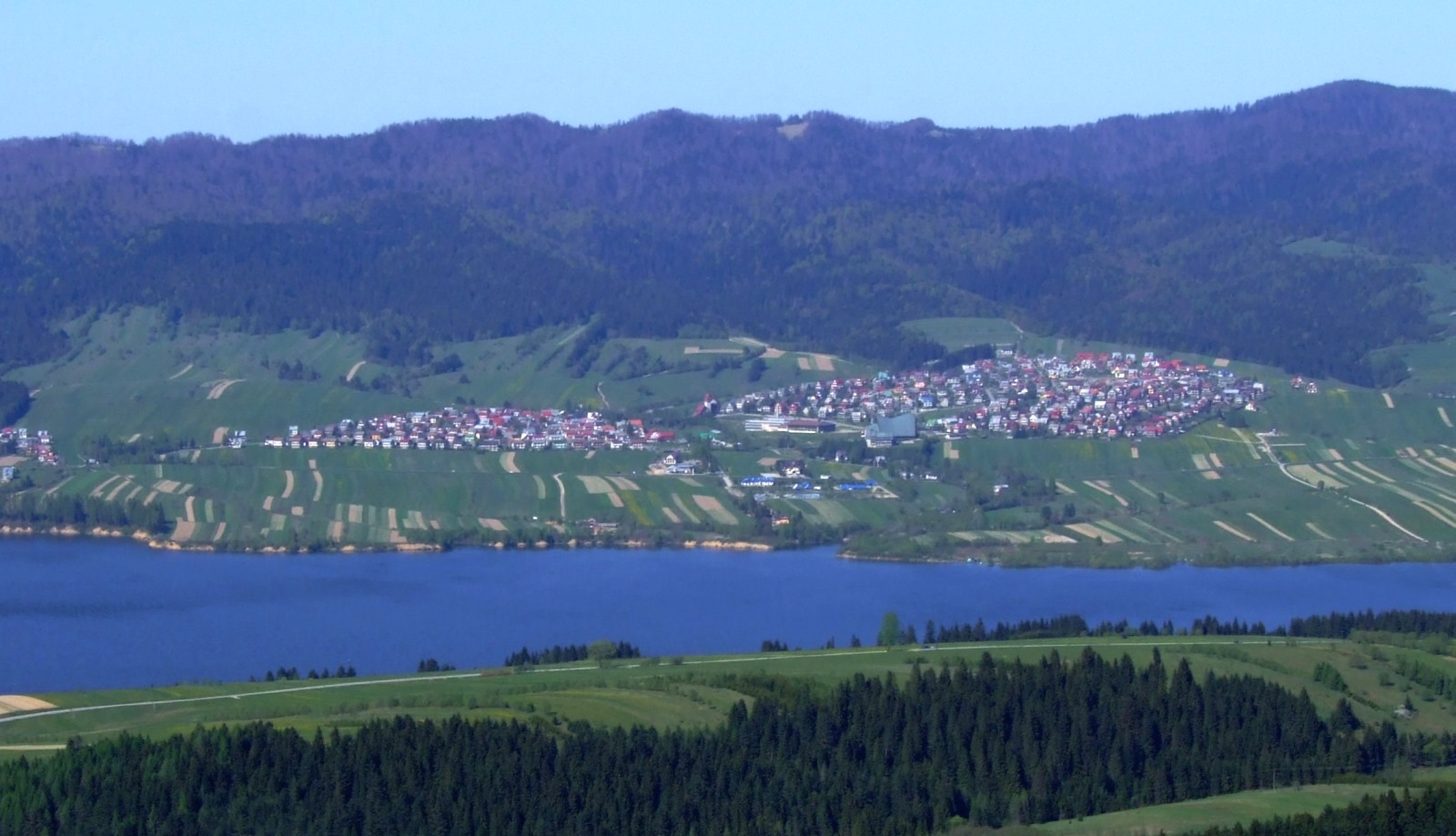
Maniowy
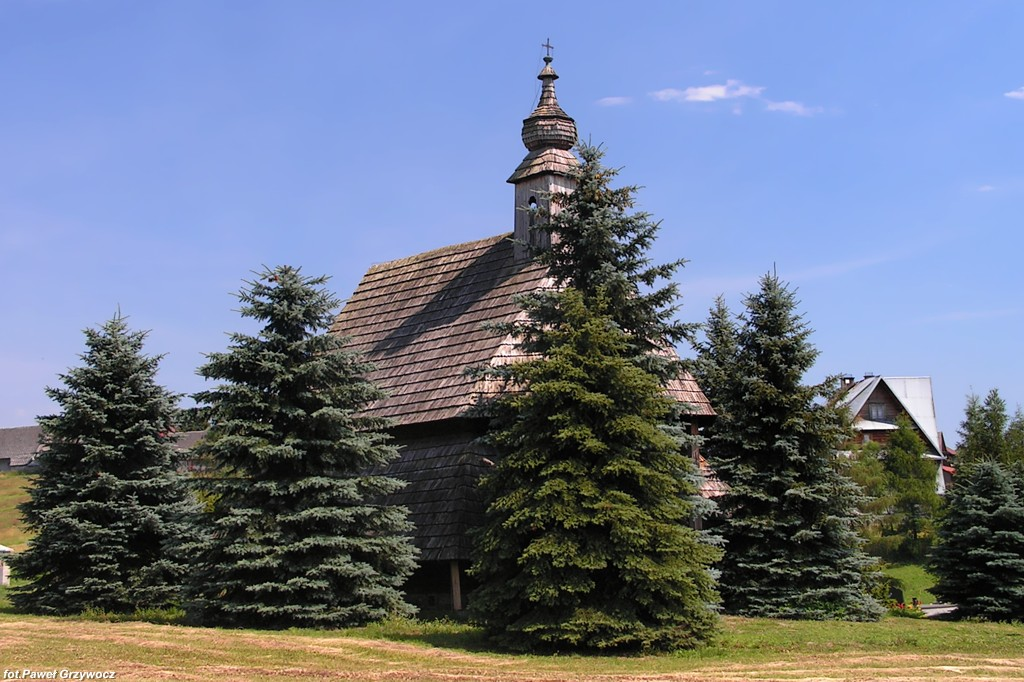
Kerk van Maniowy